# Condessa Pereira Carneiro
Maurina Dunshee de Abranches Pereira Carneiro, mais conhecida como Condessa Pereira Carneiro (Niterói, 15 de agosto de 1899 — Brasília, 5 de dezembro de 1983) foi uma empresária brasileira, diretora-presidente do Jornal do Brasil de 1953 até a data de sua morte. Sob sua direção, o jornal alcançou grande prestígio nacional e internacional, após tê-lo submetido a uma reformulação editorial, gráfica e industrial, que mudou a história da imprensa brasileira. Foi classificada pelo jornal inglês “The Guardian” como “uma das mulheres mais influentes da América do Sul” e pela revista francesa Marie Claire como "uma das 50 mulheres mais importantes do mundo".

## Biografia
"Sou filha, neta e bisneta de jornalistas. Tenho até a impressão de que trago o jornalismo no sangue."— Maurina Pereira Carneiro
Nascida em Icaraí, era filha do escritor Dunshee de Abranches, também jornalista e político. A filha, que lhe fora secretária, publicou sua obra de mais de 100 livros.
Casou-se, em 1920, com Amílcar Marchesini, de quem se enviuvou aos 27 anos; contraiu novas núpcias com o Conde Ernesto Pereira Carneiro, já dono do JB, em 1940. Reformulou o JB a partir da década de 1950, ocasionando uma revolução na imprensa nacional, capitaneada pelo então presidente do periódico Nascimento Brito. A Condessa assumiu o jornal, em 1953, adotando por lema a expressão "a ordem é não parar". 
Era viúva de Ernesto Pereira Carneiro, de quem herdou o título nobiliárquico papalino. Durante o regime militar brasileiro, lutou contra a censura imposta ao jornal, sendo que Nascimento Brito imputava aos governos militares as razões pelas dificuldades que levaram ao fechamento do periódico.
Faleceu de parada cardiorrespiratória, no Hospital Sarah Kubitschek, onde estava internada por uma semana. Sua morte causou grande comoção: o governador do Rio de Janeiro de então, Leonel Brizola, decretou luto oficial no Estado — o mesmo ocorrendo no Maranhão, por decreto do gestor Luís Rocha; o presidente do México, Miguel de la Madrid Hurtado, expressou suas condolências. A cerimônia fúnebre foi regida pelo cardeal D. Eugênio Sales.
Foi enterrada no Cemitério de São João Batista (Perpétuo 85-A, Aléia 1).